# Jacques Soulas
Jacques Soulas, né le 31 août 1907 à Lézinnes (Yonne) et mort le 29 mai 1996 à Boulogne-Billancourt, est un résistant français.

## Distinctions
- Grande médaille d'or de la Société d'encouragement au progrès